# Hakmaskar
Hakmaskar (Acanthocephala; av grekiska: acanthus = tagg, kephale = huvud) är en djurstam med individer som lever som parasiter i andra djur. Dessa förekommer i ryggradslösa djur, fiskar, kräldjur, fåglar och däggdjur. Omkring 1100 olika arter är kända.
De kännetecknas av en hakförsedd snabel. Larverna lever i kräftdjur, insekter, andra leddjur eller snäckor. Hakmaskar är vanligast i tropikerna, och några arter Moniliformis moniliformis och Macrocanthorhynchus hirudinaceous kan i mycket sällsynta fall infektera människor (acanthocephaliasi, ej att förväxla med hakmasksjuka som orsakas av rundmaskar, stam Nematoda). Det förekommer att vissa hakmaskar påverkar värddjuret så att chansen att föröka sig ökar. Ett exempel är den hakmask som infesterar nyzeeländska gyttjekrabbor vilken får värddjuret att utsätta sig för risker som ökar chansen för hakmasken att slutligen hamna i en fågel där den kan fortplanta sig.
Klassens medlemmar är vanligen några millimeter lång men i släktet Macrocanthorhynchus finns arter som når en längd av cirka en meter.

## Taxonomi
Kladogram enligt Catalogue of Life och Dyntaxa:
| Archiacanthocephala | \| \| Apororhynchida \| \| \| \| \| \| Gigantorhynchida \| \| \| \| \| \| Moniliformida \| \| \| \| \| \| Oligacanthorhynchida \| \| \| \| |
|                     | \| \| Apororhynchida \| \| \| \| \| \| Gigantorhynchida \| \| \| \| \| \| Moniliformida \| \| \| \| \| \| Oligacanthorhynchida \| \| \| \| |
|                     | Eoacanthocephala |
|                     | |
|                     | Palaeacanthocephala |
|                     | |
|                     | Palaeacanthtocephala |
|                     | |
|                     | Apororhynchida |
|                     | |
|                     | Gigantorhynchida |
|                     | |
|                     | Moniliformida |
|                     | |
|                     | Oligacanthorhynchida |
|                     | |

|  | Apororhynchida       |
|  |                      |
|  | Gigantorhynchida     |
|  |                      |
|  | Moniliformida        |
|  |                      |
|  | Oligacanthorhynchida |
|  |                      |